# Iouri Razouvaïev
Iouri Razouvaïev est un joueur d'échecs russe et un entraîneur né le 10 octobre 1945 à Moscou et mort le 21 mars 2012, qui fut grand maître international à partir de 1976.

## Formation
Iouri Razouvaïev a été formé à l'école d'échecs au Palais des pionniers sur la colline des Moineaux de Moscou, dont le chef est Aleksandr Mazia.
Iouri Razouvaïev fut l'assistant de Mikhaïl Botvinnik (de 1969 à 1974) et de Vassily Smyslov (de 1978 à 1982). De 1973 à 1978, il collabora avec Semion Fourman, entraîneur d'Anatoli Karpov.

## Palmarès
Razouvaïev remporta les tournois suivants :
- Doubna 1979 (ex æquo avec Šahović, I. Zaïtsev et Souétine),
- le mémorial Rubinstein (à Polanica-Zdroj) en 1979,
- Keszthely-Zalaegerszeg 1981,
- Iaroslavl 1982,
- Londres (open de la Lloyds Bank) 1983,
- le tournoi de Dortmund en 1985,
- Jurmala 1987 (ex æquo avec Mikhaïl Tal, Lev Psakhis et Aïvars Gipslis),
- Pula 1988,
- Protvino 1988,
- Berlin-Ouest 1988 et 1989,
- Nový Smokovec 1990,
- Reykjavik 1990 (ex æquo avec huit autres joueurs),
- Leningrad 1992,
- Tiraspol 1994,
- le tournoi de Reggio Emilia en 1995-1996 et
- Saint-Sébastien 1996.

En 1973, Razouvaïev finit quatrième ex æquo du championnat d'URSS de première ligue (la division inférieure du championnat d'URSS). En 1985, il finit 14e-16e de la ligue supérieure du championnat d'URSS, en perdant une partie et faisant 18 nulles ! En juillet 1984, à Londres, il participa au match URSS contre le Reste du monde, en remplacement de l'ancien champion du monde Tigran Petrossian qui était malade. Il fit match nul 2–2 contre Robert Hübner en faisant quatre nulles.